# 조테쓰
조테쓰(일본어: じょうてつ)는 일본 홋카이도의 교통 회사이다. 버스 사업을 하고 있다.
구 사명은 조잔케이 철도로, 조잔케이 철도선을 운영하고 있었지만 1969년 11월 1일에 폐지되었다.
1957년에 도쿄 급행 전철 (현재의 도큐) 산하가 되고, 이후는 홋카이도에 있는 도큐 그룹의 핵심 기업이 되었다. 조테쓰 자체도 호쿠몬 버스, 아쓰마 버스, 소야 버스등의 주식을 보유하고 있었지만, 도큐에 의한 그룹 재편의 일환으로 정리가 이루어졌다.